# Теофіл I
Теофіл I Дікайос (Справедливий) (*Θεὀφιλος, д/н —бл. 90 до н. е.) — індо-грецький цар у Паропамісадах у 90-х роках до н. е. Мав також індійський аналог почесного прізвиська — Дхрамікаса, тобто «Подібний Дхармі».

## Життєпис
Походив з династії Євтидемідів. Належав до роду царя Зоїла I. Втім стосовно часу правління є розбіжності: за різними версіями це 130 або 90 рік до н. е. Можливо Феофіл був досить малим й тривалий час був одним з співправителів, проте без позначення на монетах або інших написах. Лише у 90-х роках до н. е. отримав самостійність.
Основні відомості про нього дослідники знаходять у нумізматиці: відповідно Феофіл I мав співправителя Нікія. На срібних та бронзових монетах було зображено Геракла, самого царя та написи двома мовами (кхароштхі та давньогрецькою). Також індійські прізвисько царя засвідчує його прихильність буддизму
Дотепер точаться дискусії стосовно знайдених в сучасного північного Афганістані монет (тогочасній бактрії) з написом Феофіл Автократор з одного боку, Афіною або Нікою — з іншого. Одна частина вчених вважають, що цими монетами розплачувалися піддані Феофіла з Паропамісадів за бактрійські та інші іноземні товари, інші дослідники доводять, що існував інший цар Феофіл, що деякий час панував над частиною Бактрії.